# Ciudad Prohibida (Corea del Norte)
La Ciudad Prohibida es el nombre extraoficial de un complejo cerrado de edificios ubicado en el centro de Pionyang y se utiliza como sede del Partido de los Trabajadores de Corea, el partido gobernante en la República Popular Democrática de Corea y la Comisión de Asuntos Estatales. El complejo está situado aproximadamente entre las calles Changgwang, Chollima y Jebangsan. El complejo gubernamental norcoreano contiene varios edificios administrativos, así como edificios de apartamentos rodeados por una gran muralla.

## Vision general
Entre otros, se encuentran la sede de la Secretaría, la sala central de reuniones del Partido de los Trabajadores. En octubre de 2019 se informó que las ventanas de muchas ventanas de gran altura que dan al complejo estaban bloqueadas por motivos de seguridad. En 2019, el complejo registró una gran actividad de construcción. Las imágenes de satélite mostraron actividad de construcción entre febrero y abril de 2020, mostraron que un edificio antiguo que se pensaba que era una clínica privada de los líderes norcoreanos fue demolido y se está construyendo un edificio nuevo y más grande con varias habitaciones o áreas separadas.